# Ngo Dinh Diem
Ngô Đình Diệm, född 3 januari 1901 i Huế, död 2 november 1963 i Saigon, var en vietnamesisk politiker. Han var Sydvietnams förste president åren 1955–1963 och dödades efter en CIA-stödd statskupp.

## Biografi
Diem var uppvuxen i en strängt katolsk familj; hans äldre bror Ngo Dinh Thục var ärkebiskop. Diem var ämbetsman i den kejserliga förvaltningen under Bao Dai redan före andra världskriget, men eftersom han var övertygad nationalist avgick han på grund av kejsarens förmenta "franskvänlighet". Efter kriget hamnade han på kollisionskurs med mer vänsterinriktade nationalister och flyttade till USA eftersom han inte ville ansluta sig till Ho Chi Minh.
Efter att Frankrike lämnat Vietnam, som en konsekvens av dess nederlag vid slaget vid Dien Bien Phu 1954, blev Diem återkallad av Bao Dai och utnämnd till premiärminister i Sydvietnam 1954. Genom ett uppenbart odemokratiskt val 1955 avsattes kejsaren som statschef och Diem blev Sydvietnams förste president. Kejsarens anhängare hindrades på många ställen med våld från att rösta och Diem fick i vissa valkretsar fler röster än det fanns röstberättigade. Han etablerade snabbt sin maktställning genom systematisk nepotism. Flera av hans bröder, bland andra Ngo Dinh Nhu, fick viktiga poster inom statsförvaltningen.
USA stödde Diem i förhoppning att det skulle stärka landets ställning i Sydostasien, trots insikt om den politiska instabiliteten och att Diem var ett osäkert kort. Dwight D. Eisenhowers klart uttryckta uppfattning var att Diem i ett demokratiskt val utan tvekan skulle förlora sin maktposition. Det amerikanska stödet för Diem fortsatte likväl under John F. Kennedys presidentperiod ända fram till maj 1963, då ett antal buddhistmunkar som protest begick självmord i Saigon genom att tända eld på sig själva. Diem-regimens politiska självmord kom dagen efter då Sydvietnams "första dam" Madame Nhu, Diems svägerska, kallade händelsen för en "grillfest" (barbecue show) och hävdade att munkarna var kommunister. Kennedyadministrationen bestämde sig i det läget för att Diem måste bort.
På amerikanskt initiativ, eller åtminstone med USA:s goda minne, genomfördes en statskupp ledd av general Duong Van Minh. President Kennedy beordrade att den amerikanska ambassadören i Sydvietnam Henry Cabot Lodge under inga omständigheter fick ta emot Diem eller erbjuda honom beskydd. Statskuppen genomfördes och Diem avrättades omedelbart. USA uttryckte formellt sitt ogillande över att Diem blivit dödad och medgav ingen delaktighet. Madame Nhu hävdade i ytterligare ett berömt uttalande att "den som har USA som allierad behöver inga fiender".

## Bilder

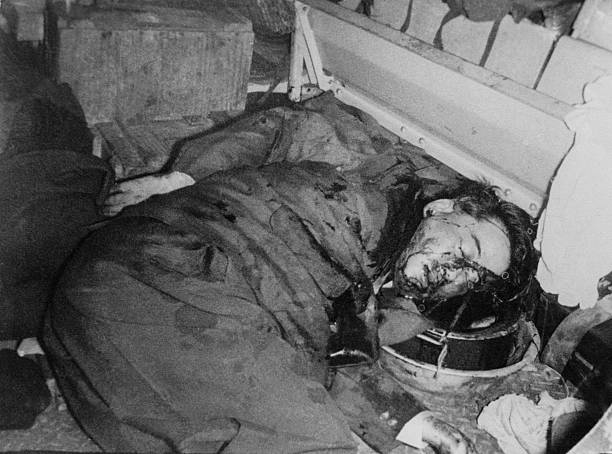
Ngo Dinh Diems döda kropp.